# ماركوس هول (كرة سلة)
ماركوس هول (بالإنجليزية: Marcus Hall)‏ مواليد 6 أغسطس 1985 في هيوستن، هو لاعب كرة سلة أمريكي بدأ مسيرته الاحترافية في سنة 2008. لعب مع عدة فرق كرة سلة في تركيا وبلغاريا. يبلغ طوله 6 قدم 1 بوصة (1.9 م).

## روابط خارجية
- ماركوس هول على موقع كرة السلة الأوروبية.كوم (الإنجليزية)
- ماركوس هول على موقع كلية كرة السلة في سبورتس رفرنس.كوم (الإنجليزية)
- ماركوس هول على موقع ريلجم (الإنجليزية)
- ماركوس هول على موقع بروبوليرز (الإنجليزية)
- ماركوس هول على موقع سبورتس رفرنس (الإنجليزية)